# 정민 (1975년)
정민(본명: 박미선, 1975년 4월 15일 ~ )은 대한민국의 가수이다.

## 학력
- 정의여자고등학교 졸업

## 데뷔
- 2000년 1집 앨범 "내일에 대한 회상"

## 음반
- 2000년 1집 내일에 대한 회상
- 2001년 내 가슴 속에 묻어둔 못다한 이야기
- 2003년 정민 2집
- 2008년 노란 수선화 - 사랑에 답하다
- 2011년 여제 OST Part.2 - 영원

## 진행 프로그램
- 아이넷TV 추억의 송트레인

## TV 게스트
- 2008년 11월 15일 KBS1 가족오락관